# Ciudad Benito Juárez
Ciudad Benito Juárez, oder einfach Juárez, ist eine Stadt im mexikanischen Bundesstaat Nuevo León, die Teil des Zona Metropolitana de Monterrey ist. Sie liegt im östlichen Teil des Großstadtgebiets und ist der Hauptort des Municipio Juárez. 2020 hatte die Stadt 308.285 Einwohner. Sie ist zu Ehren des mexikanischen Präsidenten aus dem 19. Jahrhundert, Benito Juárez, benannt.

## Geografie
Die Siedlung grenzt im Norden an die Gemeinden Pesquería, im Süden an Santiago, im Osten an Cadereyta Jiménez und im Westen an Guadalupe.

## Geschichte
Gegründet wurde die Siedlung als Hacienda de San José oder Hacienda San José de los González am 15. Juni 1604. Der Gouverneur des Staates Nuevo León, Martín de Zavala, übertrug am 1. April 1642 das Land zur Besiedlung an Bernabé González Hidalgo.
Der Kongress des Staates verfügte am 1. März 1850 die Gründung eines neuen Bezirks mit dem Namen El Rosario innerhalb der damaligen Hacienda de Villa. Dieser neue Bezirk war bis 1868 Teil der Gemeinde Cadereyta.
Am 30. Dezember 1868 verfügte General Jerónimo Treviño, Gouverneur des Staates Nuevo León, dass die Villa de Juárez im selben Gebiet, das El Rosario einnahm, gegründet und anerkannt werden sollte. Wie alle anderen heutigen Gemeinden des Staates war Juárez Teil des Systems der Dörfer, welches im 19. Jahrhundert üblich war. Im 20. Jahrhundert wurde der Ort eine Vorstadt von Monterrey und erlebte eine rasante Urbanisierung.
Villa de Juárez wurde im Mai 1988 der Titel einer Stadt verliehen, mit dem Namen Ciudad Benito Juárez.